# Pulgarcito (còmic)
Pulgarcito és una sèrie de còmic protagonitzada pel personatge del mateix nom i creada pel dibuixant espanyol Jan l'any 1981 per a la nova etapa de la revista Pulgarcito de l'editorial Bruguera.

## Trajectòria editorial
Quan Bruguera va decidir renovar la capçalera de la revista Pulgarcito, va fer una sol·licitud a tres autors de la casa de plantejar un nou personatge: Raf, Ibáñez i Jan van fer les seves propostes, i va ser la d'aquest últim la que finalment va convèncer.
El debut del personatge es va produir al nº 68 de la revista Zipi y Zape especial i el mateix mes (febrer de 1981), un abans de l'inici de la nova etapa de la col·lecció també va a aparèixer al nº 449 la revista Zipi i Zape. Aquestes històries no tenien títol i van ser reeditades als números 15 i 14 respectivament de la revista Pulgarcito.
Les històries eren generalment autoconclusives però amb una certa continuïtat. Només hi va haver quatre historietes amb continuarà: les publicades als nº 27 i 28 dedicades al descobriment d'Amèrica, les dels nº 38 i 39 dedicades a la nova habitació de Pulgarcito, del 47 al 50 dedicades al conte d'Aladí i la llàntia meravellosa i els nº 58 i 59 en que la màquina del temps s'espatlla i es perd en el temps.
A partir de 1982, quan Jan havia de compaginar Pulgarcito amb Super Llopis, les seves aventures van començar a desaparèixer de la seva pròpia revista a partir del número 57, fins que el 1983 la sèrie va deixar de publicar-se, tot i que el personatge va continuar apareixent en algunes portades.
En abandonar les aventures de Pulgarcito, Jan va proposar que les continués el seu fill, Juan José i l'editorial ho va acceptar. Juanjo va publicar 11 històries entre els números 125 i 175 de la revista.
| « | (castellà) El personaje de Pulgarcito me aportó mucha satisfacción, porque me encanta trabajar para los chavales e intenté hacer una amalgama de la cultura infantil con los cuentos clásicos de todas las épocas y procedencias que pude encontrar... Pero era una carrera constante y era imposible darle la calidad que me hubiera gustado. Había parado el Superlópez para hacer Pulgarcito y no le vi futuro en ello, de manera que corté con gran disgusto de la Editorial, y propuse a mi hijo Juan José para continuarlo. Pero no cobraba y pronto tuvo que dejarlo. Eran años de crisis y Bruguera estaba abocada al cierre. | (català) El personatge de Pulgarcito em va donar molta satisfacció, perquè m'encanta treballar per als xavals i vaig intentar fer una amalgama de la cultura infantil amb els contes clàssics de totes les èpoques i procedències que vaig trobar... Però era una carrera constant i era impossible donar-li la qualitat que m'hauria agradat. Havia aturat el Super Llopis per fer Pulgarcito i no hi vaig veure futur en això, de manera que vaig tallar-ho amb gran disgust de l'Editorial, i vaig proposar al meu fill Juan José per continuar-ho. Però no cobrava i aviat ho va haver de deixar. Eren anys de crisi i Bruguera estava abocada al tancament. | » |

L'any 1987 va aparèixer una nova revista que incloïa noves històries de Pulgarcito. Jan va escriure i dibuixar les portades dels dos primers per promocionar la revista, però la resta anava a càrrec d'autors anònims, dins l'anomenat Equip B.

## Reedicions
Alguns números de la història original de Jan es van recollir en 5 còmics Col·lecció Olé, i a l'últim, en un SuperHumor.
El 1990 algunes aventures van aparèixer a la revista de la mateixa grandària Súper Guai!, d'Ediciones B.
El 2014 es van reeditar diverses historietes en àlbums amb el color renovat.

## Argument
Pulgarcito era el petit de 6 germans, que sempre, al costat del seu gat Medianoche tenia grans aventures per diferents llocs. Aviat coneixia al professor Ogro, constructor d'un prototip operatiu d'una màquina del temps amb la que viatjava a diferents èpoques, des del juràssic fins al futur. També s'adaptaven contes i gran obres literàries. Amb aquesta obra, Jan volia dignificar la literatura infantil, fent d'aquestes historietes veritables joies.

## Personatges
El protagonista de la història és Pulgarcito, però el comparteix amb altres personatges.
Medianoche és el seu company fidel a totes les històries. Jan el va considerar necessari perquè Pulgarcito no estés sol ni acompanyat dels seus germans. Té protagonisme especial a «El gato con botas» (publicada originalment a Pulgarcito nº29) i per absència a la penúltima història realitzada per Jan, «Se Busca Gato Negro...».
Trini és una amistat nova que comença a fer al primer número de la sèrie. És la filla del Profesor Ogro, un científic malhumorat que havia construït un prototip operatiu d'una màquina del temps. Apareix per primera vegada al nº 3.
La família de Pulgarcito la componen el seu pare, un carter del que només en saber el cognom, Pulgar, la seva mare i els seus cinc germans, que són quintigemins indèntics. Es distingeixen perquè porten la seva inicial (una vocal) a la samarreta o al jersei. Es diuen Agapito, Elias, Isidoro, Oscar i Ulises. Tot ells solen tenir un paper bastant secundari.
Puck és un gnom a qui Pulgarcito coneix a Anglaterra. El trasllada fent-lo viure aventures que després oblida.
Tristán és un robot, construït pel Profesor Ogro. Era qui viatjava amb la màquina del temps abans que s'oferís Pulgarcito. Durant una absència del professor embogeix protagonitzant «La locura de Tristán» (publicada al nº13 de la sèrie).
Gregorio, Hipo i Tato són tres nois entremaliats que sovint intenten colar-se al jardí del Profesor Ogro, amb conseqüències negatives a «Un Regreso Precipitado» (Pulgarcito nº23).
El policia del barri es diu Eugenio. És un personatge recurrent amb un paper menor.
L'escombriaire del barri és un excel·lent narrador de contes. No li agrada que li diguin «Cuentero». Debuta a «El cuentero» (nº26).